# Naturschutzgebiet Angertal
Das Naturschutzgebiet Angertal liegt auf dem Gebiet der Städte Heiligenhaus und Ratingen im Kreis Mettmann in Nordrhein-Westfalen.
Das aus fünf Teilflächen bestehende etwa 388 ha große Gebiet, das im Jahr 2006 unter der Schlüsselnummer ME-053 unter Naturschutz gestellt wurde, erstreckt sich nordöstlich der Kernstadt Ratingen und südwestlich der Kernstadt Heiligenhaus entlang des Angerbaches und umfasst zudem zahlreiche Nebentäler.
Das Angertal wird an zwei Stellen durch Autobahnen überbrückt: Zwischen Burg Gräfgenstein und Haus Müschenau durch die A 3, welche das Naturschutzgebiet hier und etwas weiter südlich zerteilt, sowie bei Herrenbrück durch eine im Bau befindliche Brücke der A 44.

## Beschreibung
„Das überwiegend bewaldete Angertal ist repräsentativ für den Naturraum und hat eine regionale Bedeutung als Rückzugsraum und als Verbundelement für Arten insbesondere der Auen und der Waldbereiche. Hervorzuhebende Lebensräume sind der überwiegend naturnahe Bachlauf der Anger und viele Seitengewässer, Quellbäche, Auen- und Sumpfwälder, Feucht- und Nassgrünland, Seggenriede, naturnahe Kleingewässer, aufgelassene Steinbrüche und Abraumhalden sowie naturnahe Laubwälder (vor allem alte Buchenbestände). Insbesondere für Gewässer- und Wald-Arten hat das Tal eine herausragende Bedeutung in der Region für den Biotopverbund“.
Die Naturschutzausweisung dient der Erhaltung von Lebensstätten und –gemeinschaften seltener und gefährdeter Tier- und Pflanzenarten. Im Angertal kommen insgesamt 332 höhere Pflanzenarten
vor, davon 25 Arten der Roten Liste NRW, so z. B. der Königsfarn, die Hirschzunge, das Sumpf-Veilchen, das Zierliche Tausendgüldenkraut und verschiedene Seggenarten.
Hinzu kommen 12 gefährdete Arten der Moose und Flechten. Besonders hervorzuheben ist der hohe Anteil an typischen Arten der Bachauen, Feuchtwiesen und Auenwälder sowie der Reichtum an Frühjahrs-Geophyten wie dem Gelben und Weißen Buschwindröschen und dem Hohlen Lerchensporn. Das Gebiet dient 83 Vogelarten, darunter 29 Arten der Roten Liste, als Lebensraum. Besonders erwähnenswert ist das Brutvorkommen von Wasseramsel, Eisvogel, Kleinspecht und Rotmilan. Weiterhin wurden hier 6
Amphibien- und 3 Reptilienarten nachgewiesen, darunter
die stark gefährdete Ringelnatter, der Feuersalamander und verschiedene Molcharten.

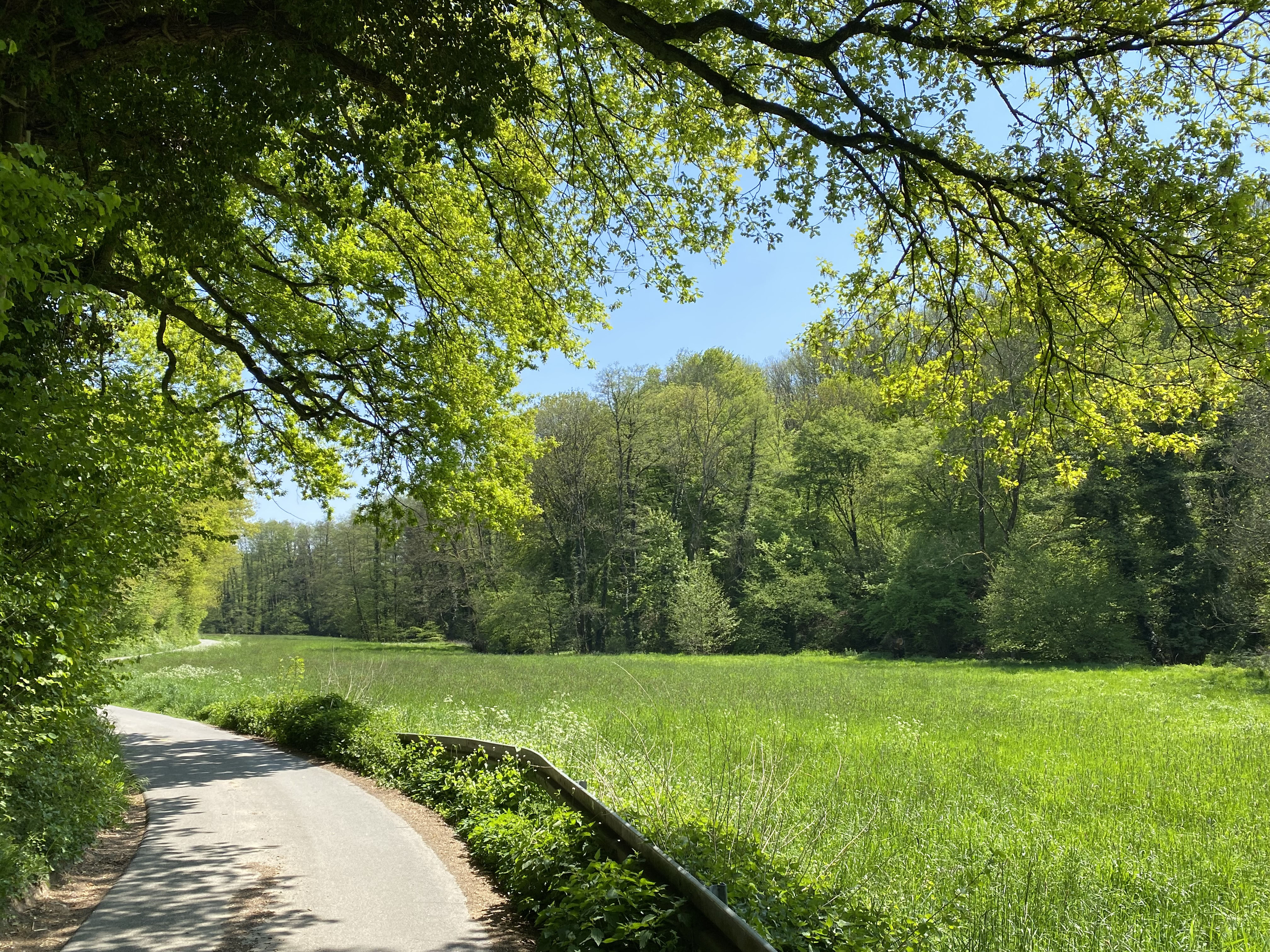
Auwiese im Angertal
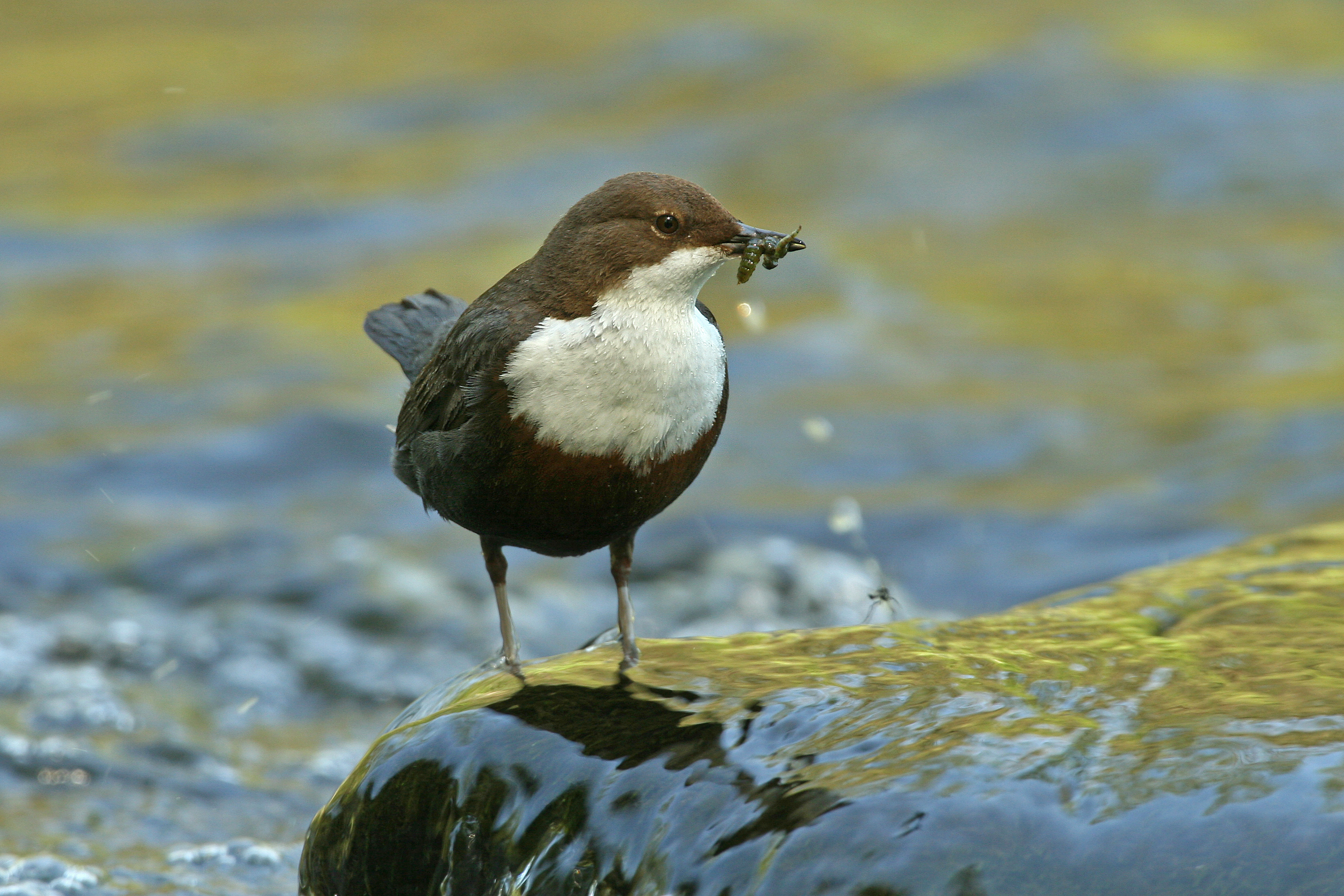
Wasseramsel (Cinclus cinclus)
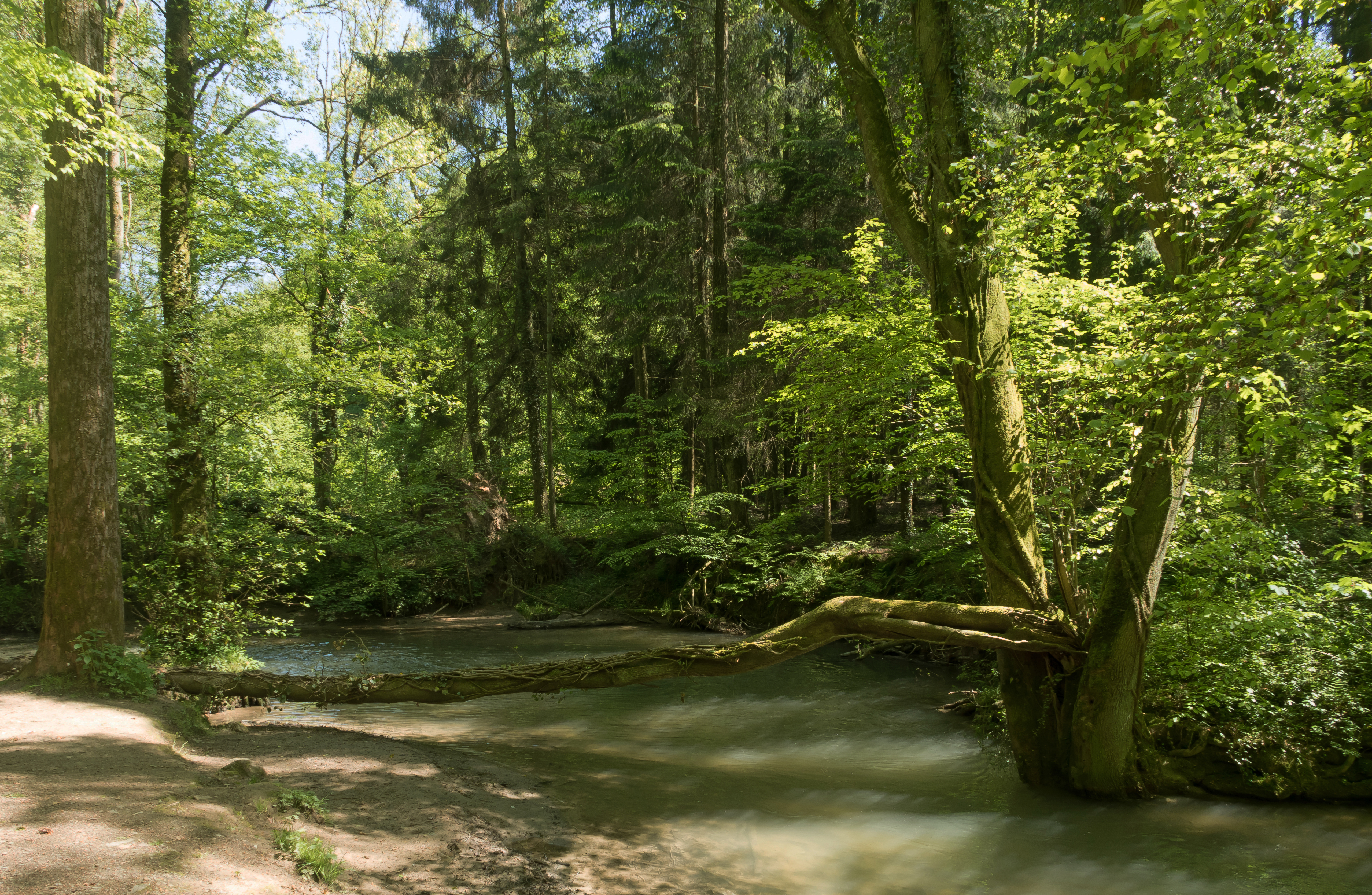
Totholz in und an der Anger
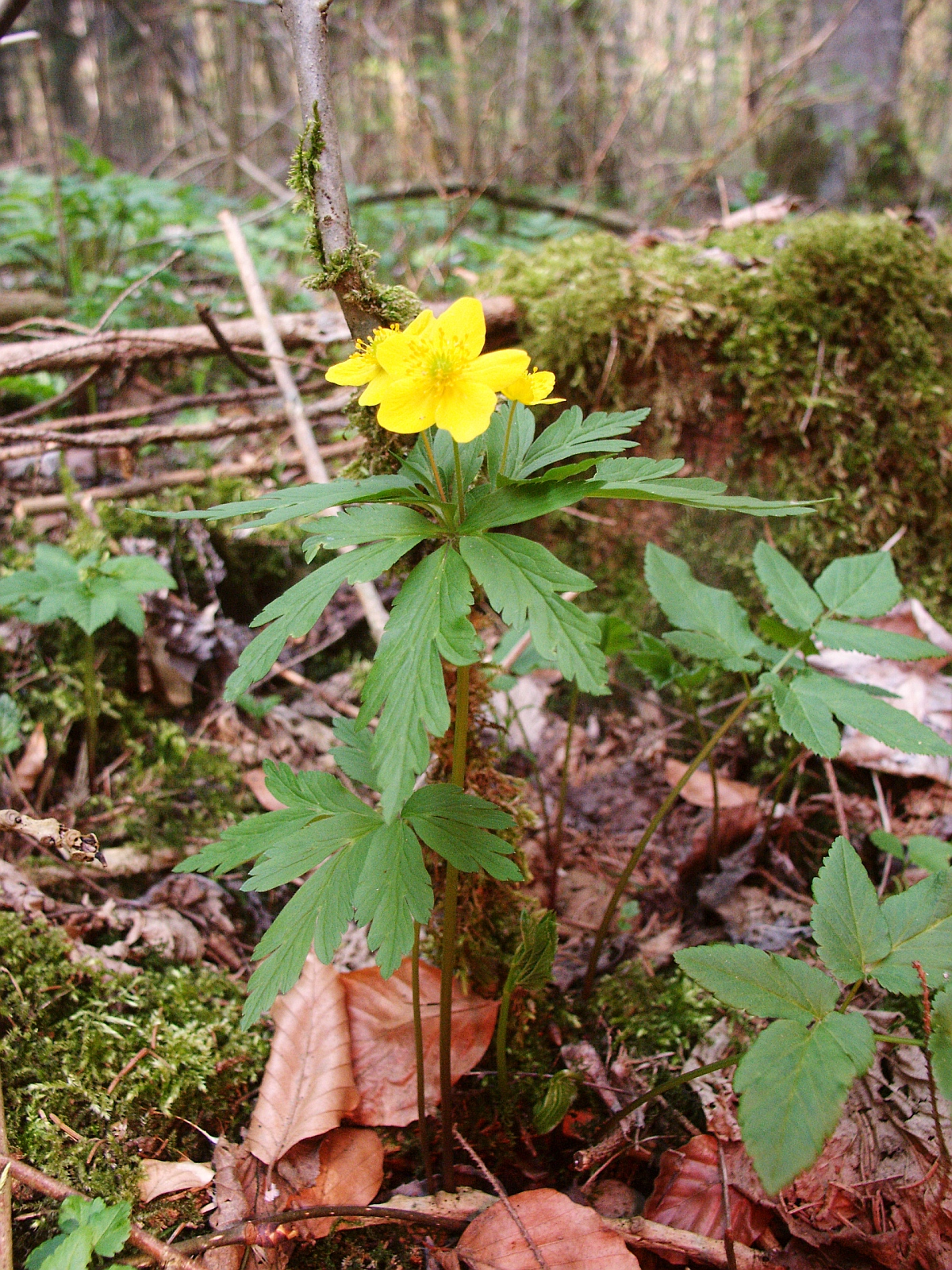
Rarität Gelbes Windröschen (Anemone ranunculoides)
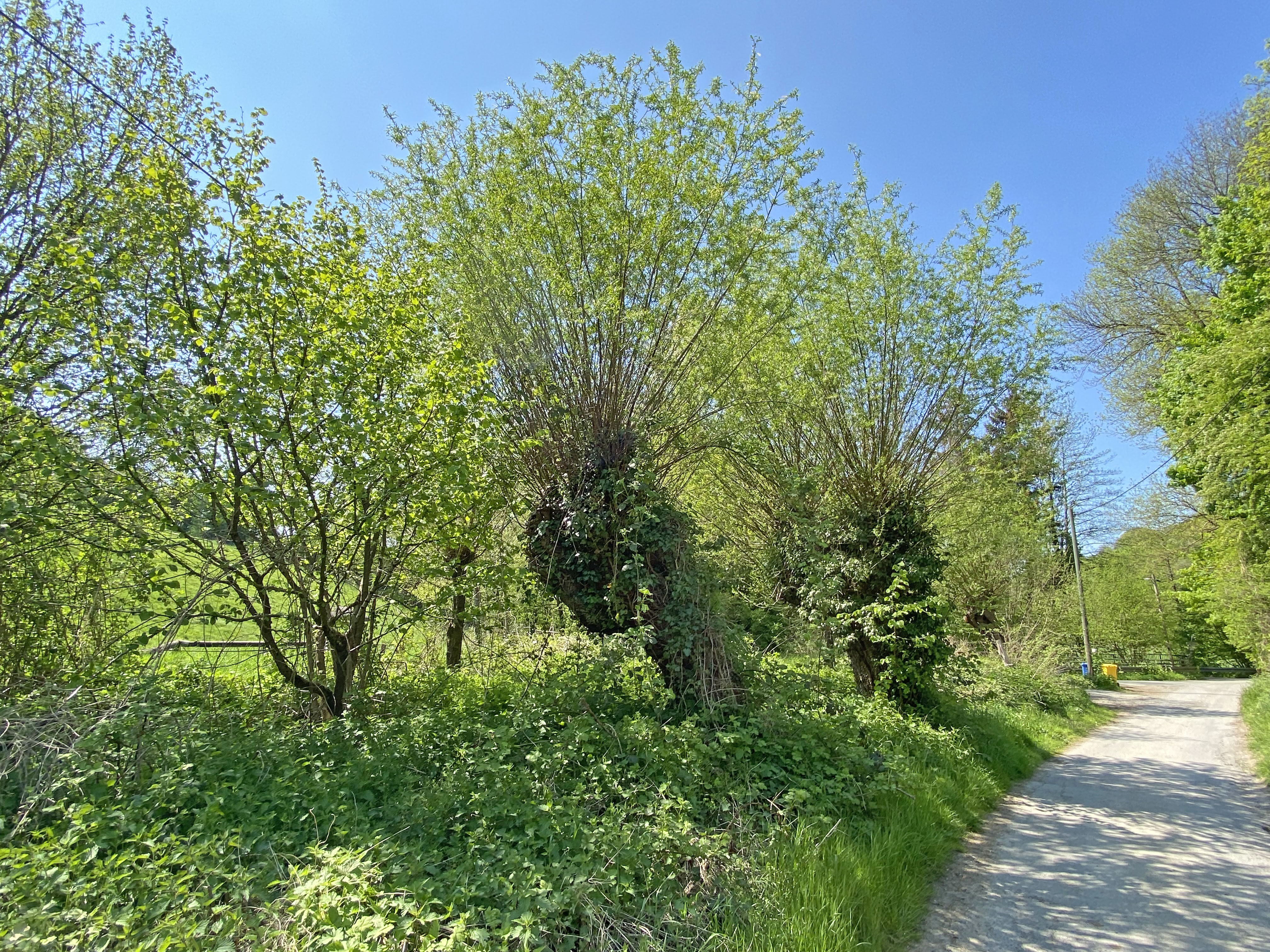
Kopfweiden – In der Laubeck
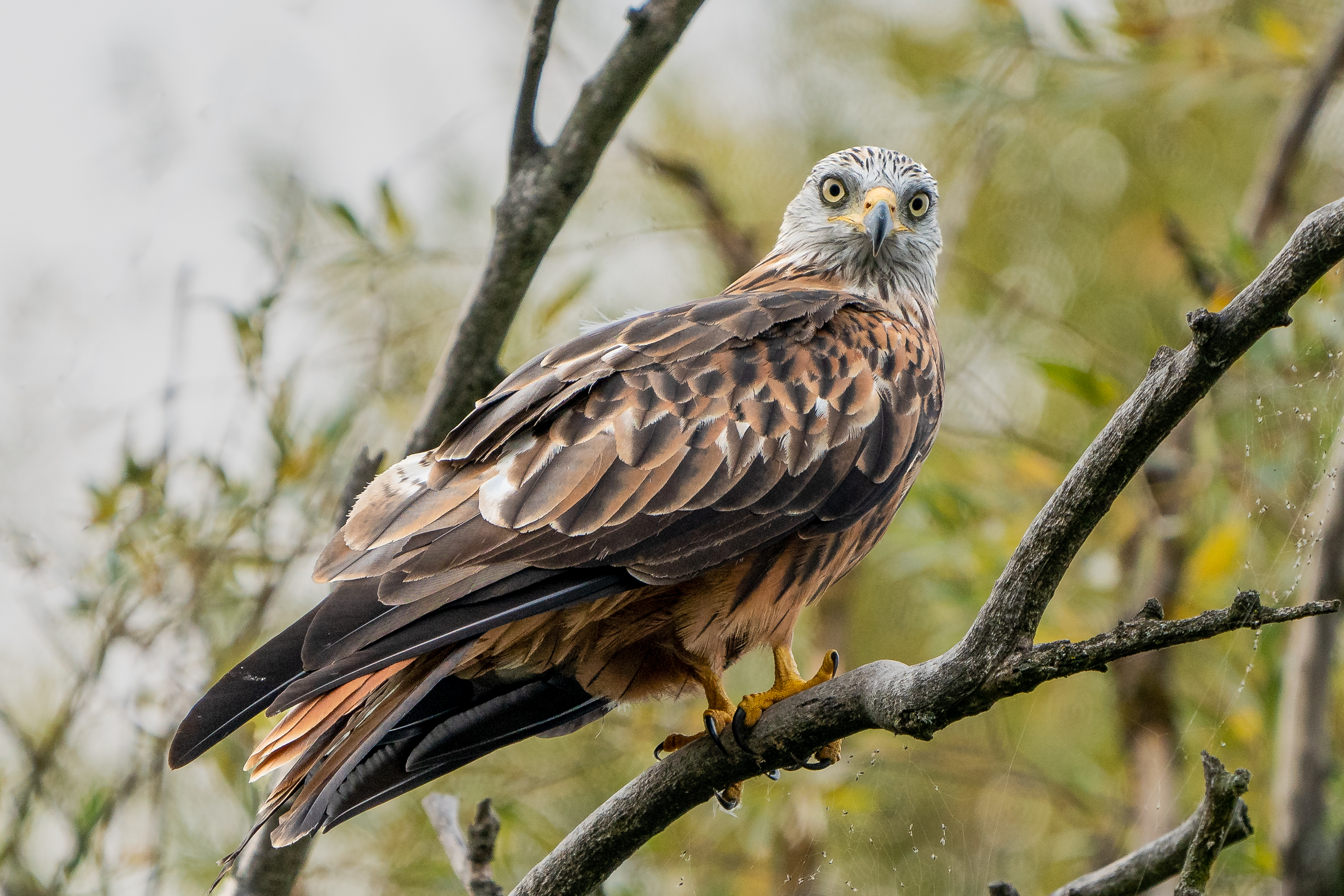
Rotmilan (Milvus milvus)
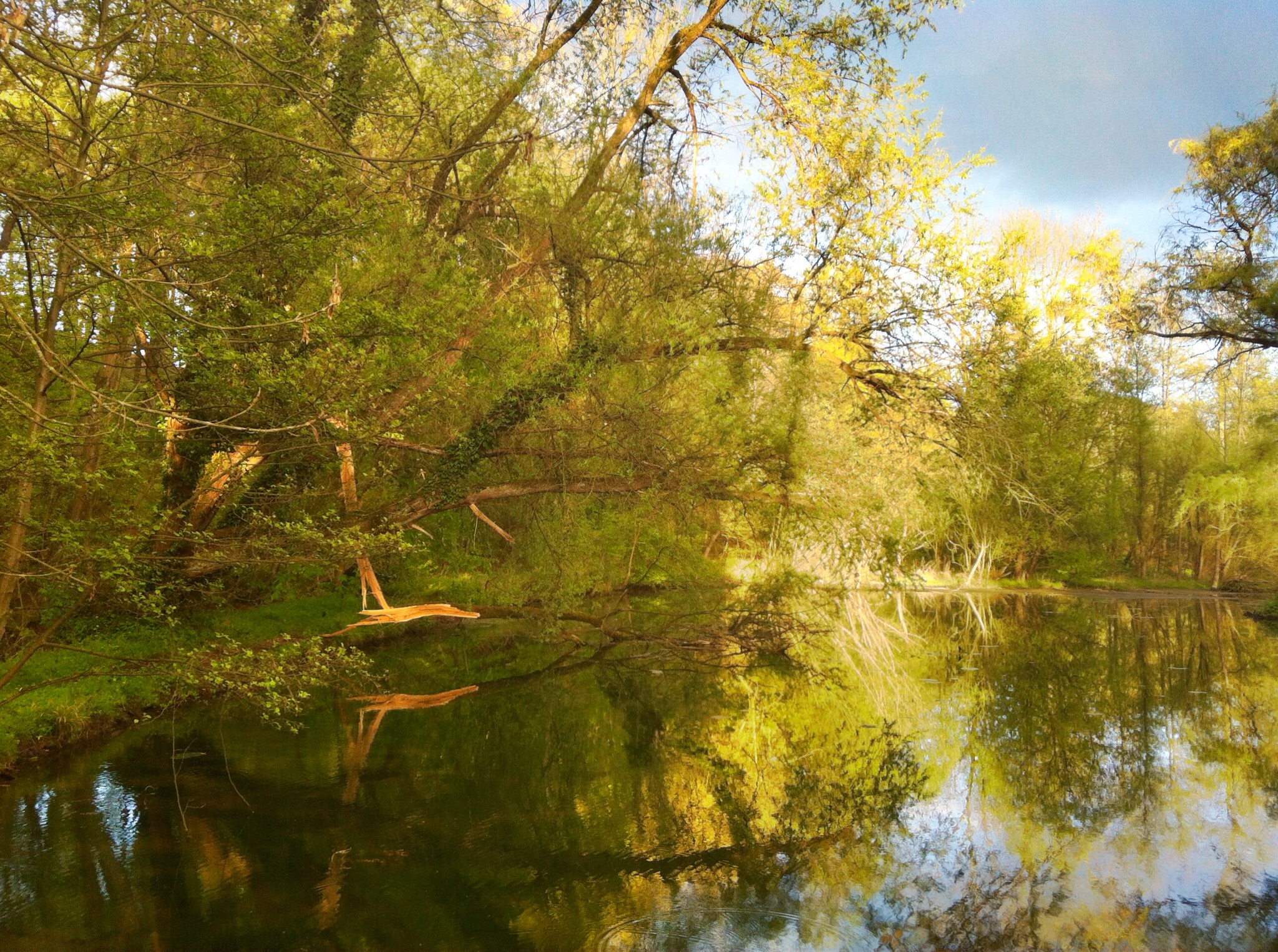
Stillgewässer im Angertal
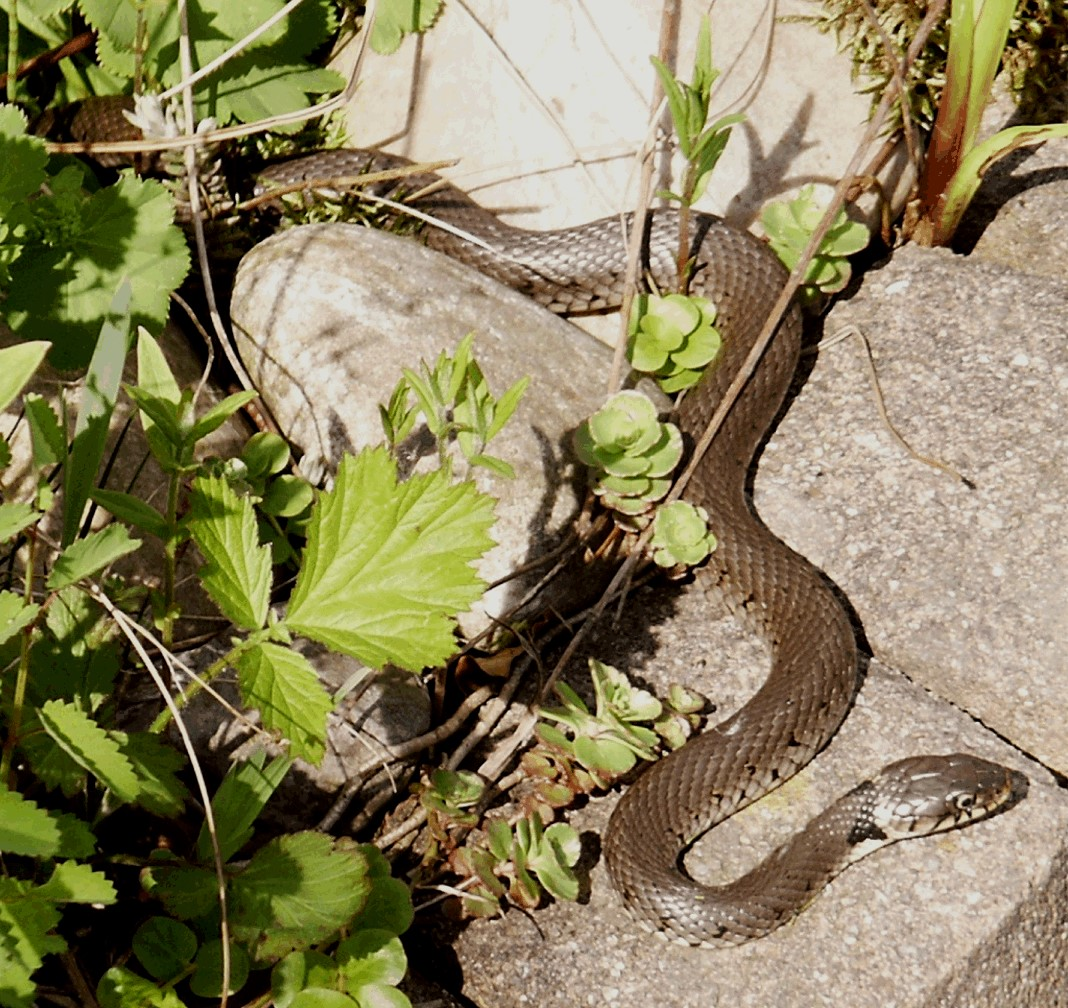
Ringelnatter (Natrix natrix)
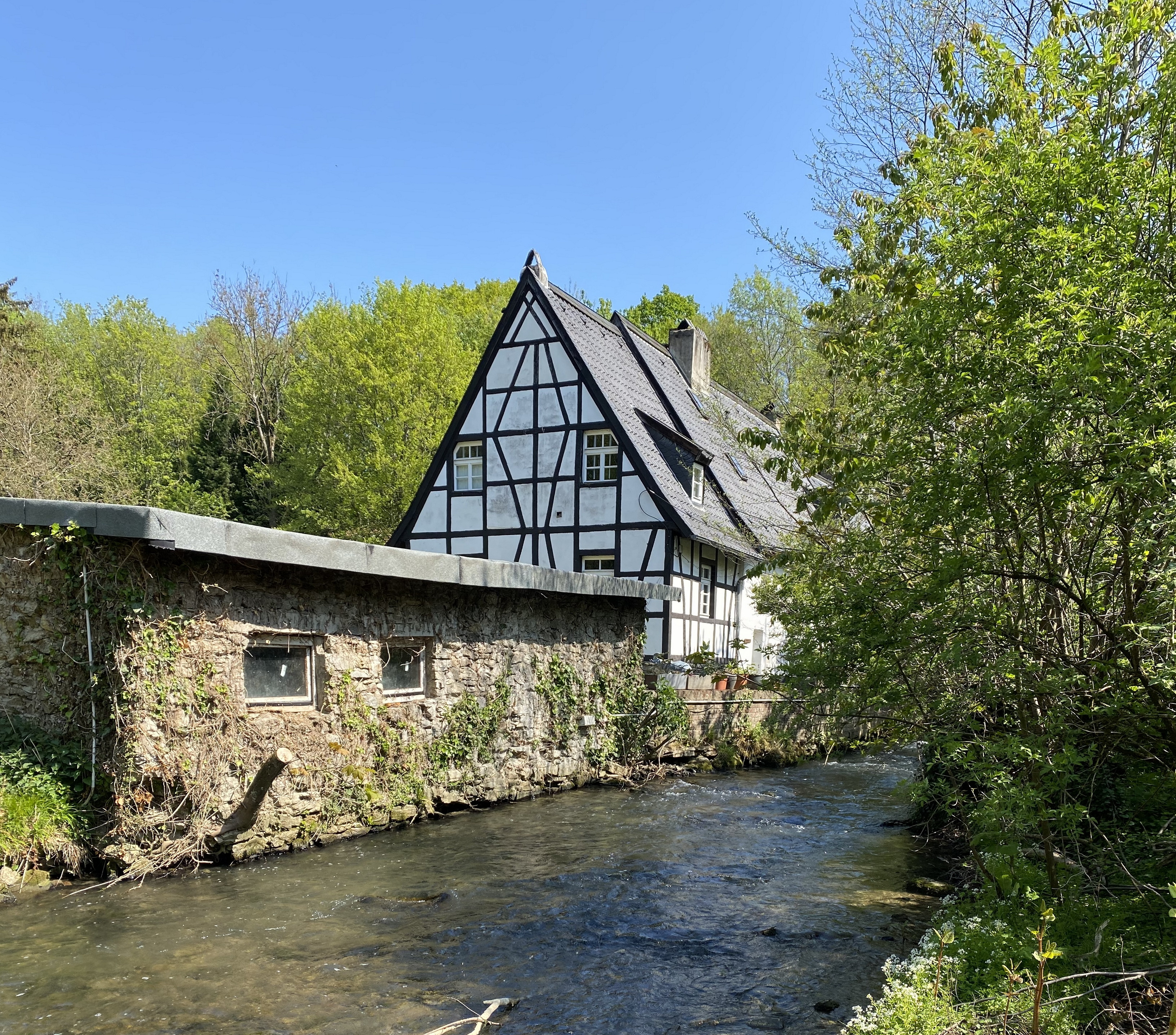
Anger am Baudenkmal Haus Anger 4
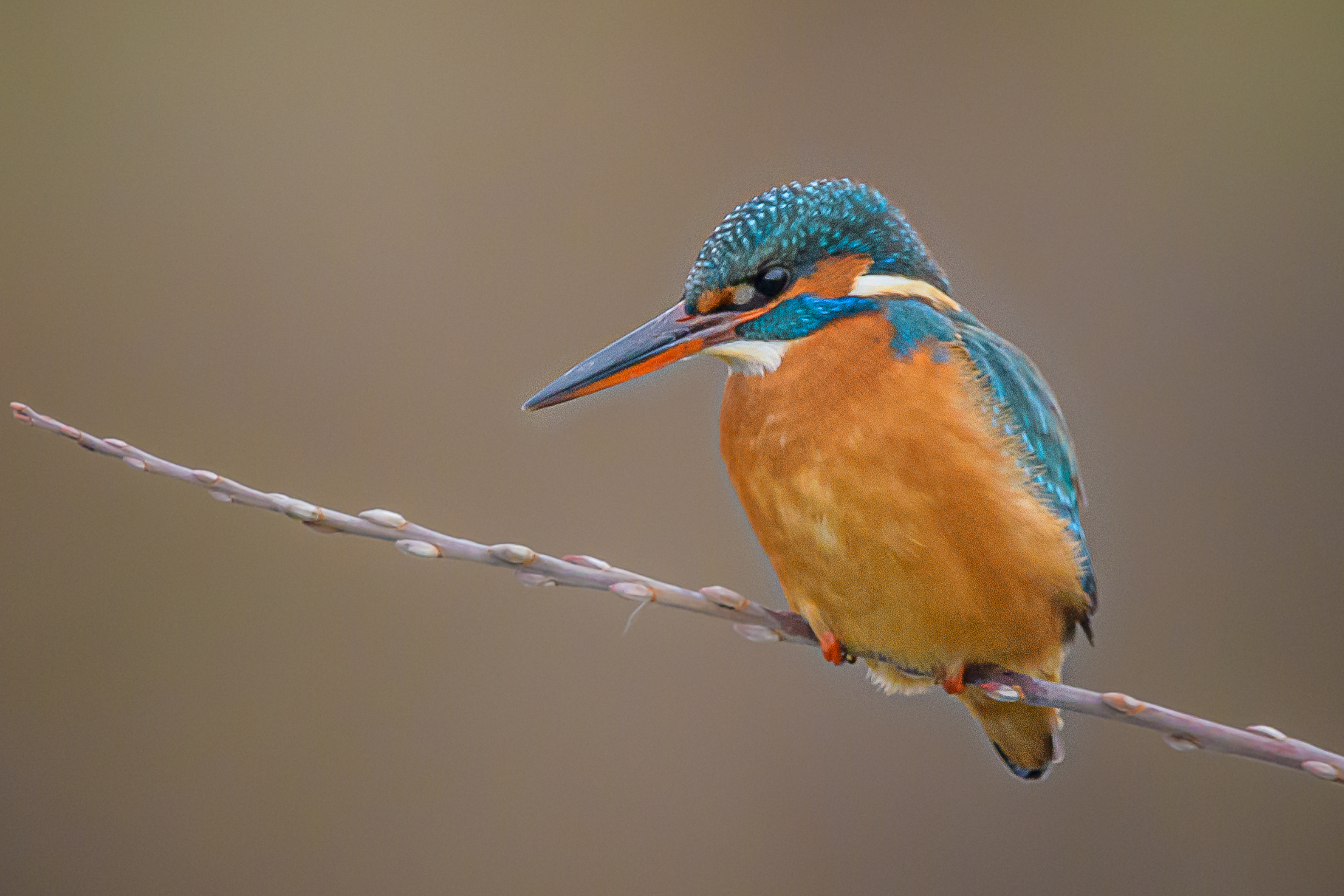
Eisvogel (Alcedo atthis)
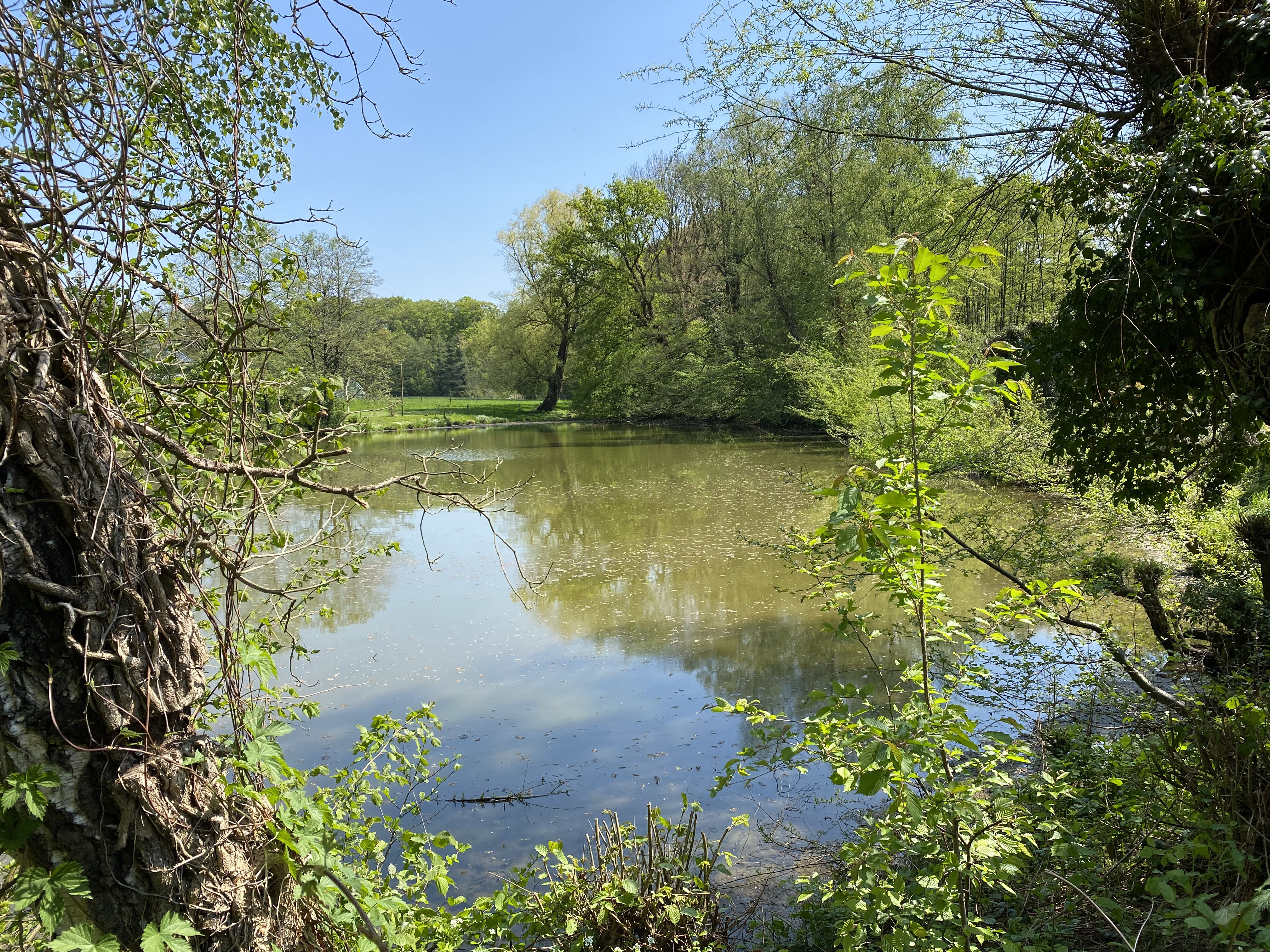
Mühlenteich Angerweg 30
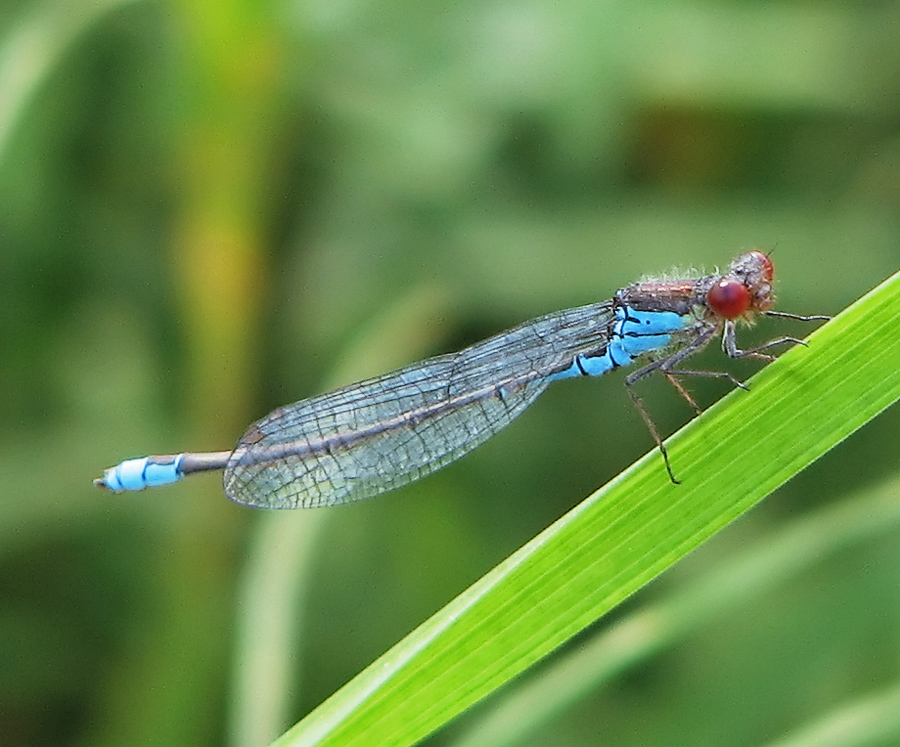
Kleines Granatauge (Erythromma viridulum)